# Old Friends from Young Years
Old Friends from Young Years é o álbum de estreia da banda de rock alternativo Papa Roach, lançado em Fevereiro de 1997 pela gravadora Onion Hardcore. Este álbum, junto com seus outros EP independentes, foram lançados pelo selo indie da banda que agora está extinto, Onion Hardcore, assim chamado porque o cultivo de cebola é um produto básico da cidade de Papa Roach, Vacaville, Califórnia. O álbum foi co-produzido pelo pai do baixista Tobin Esperance, que incluiu uma gravação de áudio de Tobin como uma criança como uma faixa bônus.
Em 2005, Papa Roach relançou o álbum exclusivamente para os novos membros de seu fã clube, o P-Roach Riot!. A edição do fã-clube tinha uma nova capa e incluiu um adesivo e um cartão de membro oficial do fã-clube. As primeiras 2000 cópias foram assinadas por todos os quatro membros da banda. As faixas "Thanks" e "Unlisted" não foram incluídas na nova versão. A faixa "GrrBrr" não está listada na contra-capa, mas a música está no CD. Há uma faixa escondida no fim do álbum, uma demo versão rock de "Tightrope".

## Faixas
| N.º | Título                    | Duração |  |
| 1.  | "Intro"                   | 0:28    |  |
| 2.  | "Orange Drive Palms"      | 4:53    |  |
| 3.  | "Liquid Diet"             | 4:19    |  |
| 4.  | "GrrBrr"                  | 4:14    |  |
| 5.  | "iSEDuf**nDie"            | 4:16    |  |
| 6.  | "DIRTYcutFREAK"           | 2:45    |  |
| 7.  | "Living Room"             | 4:14    |  |
| 8.  | "829"                     | 4:35    |  |
| 9.  | "PEEWAGON"                | 4:43    |  |
| 10. | "hedake"                  | 5:20    |  |
| 11. | "Shut Up N Die" (Reprise) | 3:48    |  |
| 12. | "Thanx"                   | 5:50    |  |
| 13. | "Unlisted"                | 1:54    |  |

### Edição do Fã Clube
| N.º | Título                    | Duração |  |
| 1.  | "Intro"                   | 0:28    |  |
| 2.  | "Orange Drive Palms"      | 4:53    |  |
| 3.  | "Liquid Diet"             | 4:19    |  |
| 4.  | "GrrBrr"                  | 4:14    |  |
| 5.  | "iSEDuf**nDie"            | 4:16    |  |
| 6.  | "DIRTYcutFREAK"           | 2:45    |  |
| 7.  | "Living Room"             | 4:14    |  |
| 8.  | "829"                     | 4:35    |  |
| 9.  | "PEEWAGON"                | 4:43    |  |
| 10. | "hedake"                  | 5:20    |  |
| 11. | "Shut Up N Die" (Reprise) | 3:48    |  |
| 12. | "Tightrope" (Rock Demo)   | 3:33    |  |